# Toma Cocișiu
Toma Cocișiu (n. 28 august 1887, Vad, Comitatul Făgăraș, azi în județul Brașov – d. 26 mai 1986) a fost un inovator în pedagogie, care a promovat metodele active în procesul de predare-învățare.

## Biografie
Toma Cocișiu s-a născut la 28 august 1887 în satul Vad, Comitatul Făgăraș, azi în comuna Șercaia, din județul Brașov. Părinții săi au fost Gheorghe și Ana Cocișiu, de confesiune greco-catolică.
Studiile le-a făcut la școala din localitatea natală, Vad, apoi la Școala Grănicerească din Ohaba (sat vecin cu satul natal al lui Toma Cocișiu), la liceul românesc din Brașov și și-a încheiat studiile la Institutul Pedagogic Greco-Catolic din Blaj, pe vremea aceea, în comitatul Alba de Jos, făcând parte din prima promoție a acestui institut.
După absolvire a fost numit învățător în satul Pianu de Sus (azi în județul Alba), de unde s-a transferat la Pănade, nu departe de Blaj.
A participat la Marea Adunare Națională de la 1 decembrie 1918, de la Alba-Iulia. Între anii 1911-1914 urmează cursurile de vară de la "Universitatea populară" din Vălenii de Munte, întemeiată de marele istoric Nicolae Iorga.
În toamna anului 1919 este numit directorul Școlii de stat din Blaj, unde va funcționa până la pensionare. Aici își desfășoară multipla sa activitate de pedagog.
"Experimentul de la Blaj", între anii 1928-1943, reprezintă o frumoasă pagină din istoria învățământului românesc.⁷
S-a remarcat prin promovarea metodelor active de predare-învățare, lucru inovator în pedagogia și didactica epocii.
În calitate de director, a fondat la Școala primară de stat de la Blaj o școală experimentală (Școala de experimentare din Blaj), unde și-a pus în practică metodele moderne pe care le susținea.
A publicat cartea Școala Viitorului - contribuții practice, tipărită la Blaj 1941, la Tipografia Seminarului Blaj.
A decedat la 25 mai 1986, la vârsta de aproape 99 de ani.

## Cinstirea lui Toma Cocișiu
- Școala din Blaj, la care altădată fusese director, azi o școală generală, îi poartă numele, începând cu anul 2004[3]: Școala Generală cu clasele I - VIII „Toma Cocișiu” din Blaj.
- Pentru cinstirea lui Toma Cocișiu, la 22 octombrie 1993, a fost dezvelită o placă comemorativă, în care se atestă faptul că în această clădire a funcționat Școala experimentală înființată de Toma Cocișiu.